# يوجينة أفزلية
أوجينيا أفزلية (الاسم العلمي:Eugenia afzelii) هي نوع من النباتات تتبع جنس الأوجينيا من فصيلة الآسية.